# Корисні копалини Росії

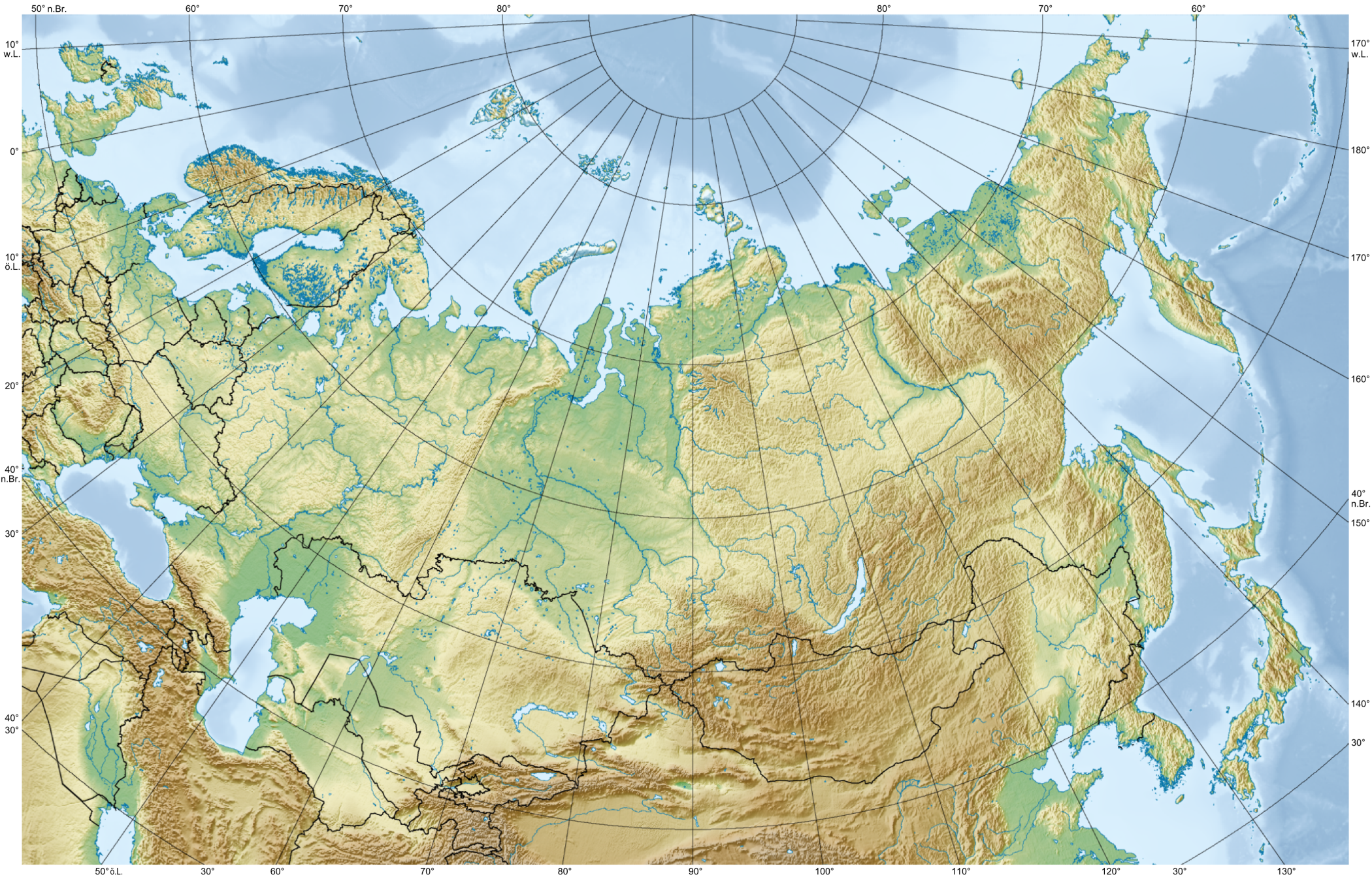
Фізична карта Росії

Корисні копалини Росії

## Загальна інформація
На території Російської Федерації відкрито понад 20 тис. родовищ корисних копалин. У надрах РФ виявлені і розвідані численні родовища нафти, природного газу, кам'яного вугілля, руд чорних, кольорових, рідкісних і благородних металів, рідкісноземельних елементів, гірничохімічної нерудної технічної сировини, дорогоцінних і виробних каменів та мінеральних будівельних матеріалів. Однак реальна кількісна оцінка запасів корисних копалин (к. к.) Росії утруднена, оскільки різні джерела наводять різні дані, які в окремих випадках різняться в рази.
[Изв. Томск. политехн. университета. — 2001. — 304, № 1. 337–343; «Горный журнал», 1999–2003] — так оцінюють частку РФ у світових запасах: нафта — 10-12%, газ — 32%, вугілля — 11%, залізо — 25%, нікель — 33%; свинець — 10%, цинк — 15%, калійні солі — 31%. РФ займає провідне місце за розвіданими запасами нікелю, золота, срібла, платиноїдів, алмазів та деяких інш. к.к. Сукупні мінеральні запаси РФ оцінюються (2001) в 28000 млрд дол. США, з них на частку газу припадає 32,2%; вугілля та сланцю — 23,3%; нафти — 15,7%; нерудних корисних копалин — 14,7%. Дисконтна вартість мінеральної сировини в надрах Росії при оптимальному сценарії розвитку — 4214 млрд дол. (14,2% від світових), а при екстенсивному — 1253 млрд дол. (4,2%). Основну частку дисконтної вартості мінеральної сировини в надрах Російської Федерації складають природний газ і нафта, за ними з великим відривом кам'яне вугілля, сума будівельних матеріалів, алмази, нікель, залізняк і паладій. У світовому балансі дисконтованої вартості надр на першому місці знаходиться нафта, потім природний газ, кам'яне вугілля, сума будівельних матеріалів, золото, мідь і залізняк.
Подібні дані дає і Mining Annual Review 2002: 12% запасів нафти світу, 32% — газ, 11% — вугілля, 31% — калійних солей, 21% — кобальту, 25% — заліза, 15% — цинку і 10% — свинцю.
Разом з тим, більшість родовища корисних копалин РФ — низької якості, вміст корисних компонентів у них на 35-50% нижче середньосвітових, крім того, в ряді випадків вони важкодоступні (віддаленість, відсутність транспорту, важкі кліматичні умови тощо). В результаті, незважаючи на наявність значних розвіданих запасів, ступінь їх промислового освоєння (частка запасів у експлуатації) досить низька: для бокситів — 32,6%; нефелінових руд — 55,4%; міді — 49%; цинку — 16,6%; олова — 42%; молібдену — 31,5%; свинцю — 8,8%; титану — 1,3%; ртуті — 5,9%.

## Окремі різновиди корисних копалин

### Нафта і природний газ
Див. також: Нафта і природний газ Росії.
За запасами нафти РФ займає 5-те, а газу — 1-ше місце у світі (1999). Сумарні прогнозні нафтові ресурси країни оцінюються в 62.7 млрд т. Велика частина цих ресурсів зосереджена в східних і північних районах країни, а також на шельфах арктичних і далекосхідних морів. На початку XXI ст. з 2152 відкритих в Росії нафтових родовищ в розробку залучено менше половини, а запаси родовищ, що експлуатуються вироблені в середньому на 45%. Однак початковий потенціал ресурсів нафти Росії реалізований приблизно на третину, а в східних районах і на російському шельфі — не більш ніж на 10%, так що можливе відкриття нових значних запасів рідких вуглеводнів, в тому числі в Західному Сибіру.
Поклади нафти і газу встановлені в осадових г.п. від венду до неогену, але найбільші ресурси вуглеводневої сировини зосереджені в палеозойському (девон, карбон, перм) і мезозойському (юра, крейда) відкладах. На тер. РФ виділяють такі нафтогазоносні провінції: Західно-Сибірську, Тимано-Печорську, Волго-Уральську, Прикаспійську, Північно-Кавказько-Мангишлацьку, Єнісейсько-Анабарську, Лено-Тунгуську, Лено-Вілюйську, Охотську та нафтогазоносні області: Балтійську, Анадирську, Сх.-Камчатську. Західно-Сибірська нафтогазоносна провінція приурочена до однойменної плити і охоплює Тюменську (Лянфорське родовище газу, Правдинське нафтове родовище), Томську, Новосибірську і Омську області, зах. околицю Красноярського краю. Пром. нафтогазоносність пов'язана з потужним чохлом мезозойсько-кайнозойських відкладів. Тут відкрито понад 300 родов. нафти і газу. Тимано-Печорська пров. розташована напівночі Європейської частини РФ. Нафтогазоносний майже весь розріз осадових г.п. (від ордовика до тріасу) але найбільше покладів і понад 90% запасів зосереджено в продуктивних горизонтах середньодевонсько-нижньофранського теригенного комплексу (Усинське, Возейське, Зах.-Тебукське та інші родов.). З карбон-нижньопермським комплексом порід пов'язані поклади Вуктильського, Лаявожського, Півд.-Шапкинського і ін. родовищ. Волго-Уральська пров. знаходиться на сході європейської частини РФ. бл. 40% від усіх нафт. ресурсів провінції тут зосереджено в девонських і понад 50% — в кам'яновугільних відкладах, а бл. 90% запасів газу пов'язано з пермськими г.п. Нафтові і газові родов. виявлені в Пермській, Кіровській, Ульяновській, Куйбишевській, Оренбурзькій, Саратовській і Волгоградській областях, Татарській, Башкирській і Удмуртській АР. Найбільші нафтові родавища: Ромашкінське, Арланське, Бавлінське, Муханівське, Ішимбайське та інші, а також Оренбурзьке газове родовище. На тер. РФ знаходиться півн.-західна частина Прикаспійської провінції, де осн. продуктивними горизонтами тут є палеозойські г.п., а підлегле значення мають пермсько-тріасові і юрські. Тут виділяється Астраханське газоконденсатне родовище. Нафтові родов. розвідані в пісковиках аптського ярусу в межах вала Карпінського і в прилеглих до нього зонах. Нафтогазоносність у Півн.-Кавказько-Мангишлацькій пров. (простягається вздовж Півн. Кавказу від Азовського до Каспійського моря) встановлена по всьому розрізу мезозойсько-кайнозойських осадових відкладів, але найбільше значення мають юрський, нижньо- і верхньокрейдовий, палеогеновий і неогеновий продуктивні комплекси. У межах цієї провінції розташовані найстаріші в країні Майкопський (Майкопське газоконденсатне родовище) і Грозненський (Ічкерія) нафтові промисли, а також родов. нафти і газу Краснодарського (Анастасієвсько-Троїцьке нафтогазове родовище) і Ставропольського країв, Дагестану і Калмикії. Єнісейсько-Анабарська провінція розташована на півночі Красноярського краю і Зах. Сахи (Якутії). Пром. скупчення газу встановлені в мезозойських г.п. Усть-Єнісейської западини. Лено-Тунгуська провінція охоплює півн. і центр. райони Красноярського краю, зах. і півн. райони Іркутської обл. і зах. частину Якутії (Сахи). Нафтогазоносність пов'язана з осадовими г.п. верх. протерозою (рифей-венд) і ниж. палеозою (кембрій). Перспективні також ордовицькі і силурійські відклади. Особливостями провінції є наявність трапового магматизму, що ускладнив формування нафтових і газових родовищ, та вічної мерзлоти, що утруднює їх розвідку і освоєння. Лено-Вілюйська провінція розташована в зах. частині Якутії. Продуктивними є теригенні пермські, тріасові і юрські г.п. Охотська нафтогазоносна провінція охоплює акваторію Охотського моря, Татарської затоки, о. Сахалін і зах. узбережжя п-ова Камчатка. Промислово нафтогазоносні г.п. неогену. На тер. РФ (в межах Калінінградської області) знаходиться півд. частина Балтійської нафтогазоносної області. Пром. нафтоносними є теригенні відклади середнього кембрію. Анадирська область розташована в південно-сх. частині Чукотського авт. округу. Тут найперспективніші відклади крейди, палеогену і неогену. Сх.-Камчатська нафтогазоносна область охоплює сх. частину п-ова Камчатка і прилеглі шельфи Берингова моря і Тихого о. Перспективними є палеогенові і неогенові відклади. Нафтоносна шельфова зона Арктики охоплює Берингове, Баренцеве (о. Колгуєв) і інші моря.
За оцінками British Petroleum на 2003 р у Росії запаси нафти 60 млрд бар., частка у світі — 6%, оцінений за рівнем споживання майбутній продуктивний період — 22 р. Запаси газу (трлн м³), частка у світі і роки видобутку, що залишилися: 48 (31%), 81 рік. Доведені запаси газу Росії розподіляються по економічних районах таким чином: на райони європейської частини країни припадає 4.9 трлн м³ (в тому числі на Поволзький — 5,9%, Уральський — 2,3%, Північний — 1,5%, Північно-Кавказький — 0,6%), Західного Сибіру — 36.8 трлн м³ (77.5%), Східного Сибіру — 1.0 трлн м³, Далекого Сходу — 1.1 трлн м³, шельфу — 3.7 трлн м³. Найбільшими газовими родовищами є Уренгойське і Ямбурзьке. На п-ові Ямал на 25 родовищах розвідано 10.4 трлн м³ запасів. У акваторії Баренцева моря запаси газу понад 3 трлн м³.

### Вугілля
В РФ є великі запаси вугілля (3-ті у світі після США і Китаю), встановлені в відкладах девону-пліоцену. Відоме вугілля всіх геол. типів і стадій метаморфізму — від чисто гумусового до богхедів і від ліптобіолітів і м'якого бурого вугілля (Нижньозейський буровугільний басейн) до антрацитів. Головні вугільні басейни — Кузнецький, Печорський, Південно-Якутський і російська частина Донецького. У сх. районах країни зосереджено бл. 63% всіх запасів. За геол.-структурним положенням вугільні басейни відносять до платформних (Підмосковний, Півд.-Уральський, Кансько-Ачинський, Іркутський, Таймирський, Ленський та ін.) і до геосинклінальних типів. Останні мають особливо важливе значення, містять високоякісне кам'яне вугілля, в тому числі коксівне — Донецький, Печорський, Кузнецький і інші басейни. Вугленакопичення в Підмосковному вуг. бас. відбувалося в палеозої, розвідані запаси 4 млрд т. Вугілля буре, щільне, потужність пластів 1,5-2,5 м, макс. зольність 45%. На тер. РФ знаходиться невелика сх. частина Донецького вуг. бас. Вугілля кам'яне, високоякісне, практично всіх марок. Печорський вуг. бас. сформувався у пермі, включає 30 вугільних родовищ. Теплота згоряння вугілля 16,8-32 МДж/кг. Осн. значення має вугілля марок Д, Ж і К. Вміст сірки в них не перевищує 1,5%. Вугілля Кизеловського вуг. бас. приурочене до осадових порід ниж. карбону. Виявлено 29 пластів простої будови, з них 4 мають пром. значення. Вугілля гумусове, кам'яне (від Д до Ж), високосірчисте, важкозбагачуване. Кузнецький вуг. бас. виділяється своїми великими запасами (понад 67 млрд т, прогнозні ресурси понад 430 млрд т). Сумарна потужність пластів 4-95 м. Вугілля кам'яне гумусове. Горлівський вугільний бас. є другим після Донбасу районом видобутку антрациту. Вугленосні відклади містять до 16 робочих пластів. У Мінусінському вуг. бас. вони належать до верх. палеозою, містять до 40 пластів вугілля марок Д і Г сумарною потужністю до 100 м. Вугілля гумусове, кам'яне, газові і інш. Розвідані і оцінені запаси 4,9 млрд т, в тому числі придатні для відкритих робіт 3,6 млрд т. Тунгуський вуг. бас. має прогнозні ресурси понад 2 трлн т. Вугілля кам'яне і буре. Осн. вугленосність пов'язана з відкладами пермі і карбону. К-ть пластів від 3 до 11, сумарна потужність від 11 до 74 м. У Таймирському вугільному басейні вугленосні пермські відклади, встановлено 26 пластів сумарною потужністю 48 м. Робочі пласти кам. вугілля мають потужність 1-3 м, рідше 6-7 м. Вугілля Ленського бас. (сх. частина Сибірської платформи) належить до мезозою. Усього в розрізі юри відомо 150 вугільних пластів, з яких 50 потужністю 1 м. Прогнозні ресурси басейну оцінюються в 1,6 трлн т. Найбільшим в РФ за підтвердженими запасами (80,197 млрд т) є Кансько-Ачинський вуг. бас. Понад 1/4 всіх запасів бурого вугілля басейну придатні для розробки відкритим способом. Найбільші родовища — Урюпське, Абанське, Барандатське, Назарівське, Березовське і інш. Вугілля низькозольне, низькосірчисте, з теплотою згоряння до 29,3 МДж/кг. Іркутський вуг. бас. розташований у сх. крайовій частині Сибірської платформи, тут розвідано 20 великих родовищ (Черемховське, Вознесенське, Мугунське, Каранцайське і інш.). Вугленосні відклади містять до 65 пластів; к-ть робочих пластів на окр. родов. від 1 до 25. Вугілля середньозольне з підвищеним виходом смол напівкоксування. Розвідані запаси 7,4 млрд т. Південно-Якутський вуг. бас. виділяється наявністю найбільшої кількості в РФ коксівного вугілля. Розвідані Нерюнгрінське, Чульмаканське, Денисівське і інш. родов. Вугілля марок Ж, КЖ, К і ОС, малосірчисте і малофосфористе, верх. горизонти вугілля окиснені. Розвідані запаси 5,6 млрд т, бл.60% вугілля розміщено на глиб. до 300 м. Великі ресурси має в своєму розпорядженні Улуг-Хемський басейн (Тува), прогнозні ресурси кам. вугілля тут оцінюються в 9 млрд т. Вугленосні відклади юри містять вугілля низько- і середньозольне, з невеликим вмістом сірки і фосфору. На сх. схилі Уралу відомі тріас-юрський Челябінський буровуг. бас., Півн.-Сосвінський, а також Сєровський, Буланаш-Йолкінський і Орський вугленосні райони. Численні роз'єднані родов. кам. і бурого вугілля юри встановлені в Забайкаллі (Гусиноозерське, Олонь-Шибірське, Харанорське і інш.), частина з них придатна для відкритої розробки. До доби крейди приурочене вугілля Зирянського вуг. бас., до нижньої крейди — вугілля Партизанського вугільного басейну, Раздольненського кам'яновуг. бас., Павловського, Реттіховського, Хасанського, Бікінського і ін. родовищ Приморського краю, а також Нижньозейського буровугільного басейну і Буреїнського вуг. бас. в Хабаровському краї, Аркагалінська, Ельгенська, Омолонська, Анадирська і Чаун-Чукотська вугленосні площі в Магаданській обл. До палеоген-неогенових відкладів приурочені родовища Південно-Уральського вугільного басейну (50 родов., потужність пластів до 12 м), Прибайкальського району (буре вугілля), Угловського буровуг. бас., Бікінського родовища в Приморському краї, а також коксівного вугілля о. Сахалін.

### Горючі сланці
Осн. родов. сланців розташовані в Європейській частині РФ. Найважливішим в пром. відношенні є С.-Петербурзьке (колишнє Ленінградське) родовище, що входить до Балтійського сланцевого басейну. Поклади горючих сланців, приурочені до г.п. верхньої юри, виявлені також в Волжському, Тимано-Печорському і Вичегодському сланцевих бас. У Сибіру сланцеві формації раннього палеозою виявлені в бас. р. Оленьок і на Лено-Алданській площі.

### Торф
РФ багата на поклади торфу. На її тер. виявлено, розвідано і враховано 46 тис. родов. із запасами 160 млрд т. З них на європейську частину припадає 24%, на азійську — 76%. Найбільші запаси торфу зосереджені в півн.-зах. районах європ. частини, на Півн. Уралі і в Зах. Сибіру. Площа ряду родов. перевищує 100 км². Найбільше родовище — Васюганське в Зах. Сибіру (запаси 18,8 млрд т, або бл. 12% запасів РФ).

### Залізні руди
За російськими джерелами Росія стоїть на першому місці у світі за загальними і підтвердженими запасами, а також ресурсами (264 млрд т) залізняку. Залізні руди Росії відрізняються значною глибиною залягання, мають вміст заліза 16-32%, характеризуються великою міцністю та складним мінеральним складом. Практично всі вони підлягають збагаченню.
Поклади залізняка в осн. знаходяться в європейській частині країни. Найбільший басейн РФ і один з найбільших у світі — Курська магнітна аномалія (частково розташована на тер. Сх. Слобожанщини). З розвіданих в РФ запасів зал. руд тільки тут понад 16% може бути використано без збагачення. Родовища зал. руд представлені всіма генетичними типами. Магматичні родов. (титаномагнетитові та ільменіт-титаномагнетитові) відомі в Карелії (Пудожгорське), на Уралі (Качканарське, Гусевогірське, Першоуральське, Копанське і ін.), в Гірському Алтаї (Харловське), Сх. Саянах (Лисанське, Малотагульське), в Забайкаллі (Кручинінське). Рудні тіла цих родов. являють собою зони вкрапленості з шліровими і жило-, лінзоподібними відособленнями титаномагнетиту в інтрузивах габрової формації. Руди характеризуються пром. вмістом заліза, ванадію, титану, низьким вмістом сірки і фосфору.
Карбонатитові родов. — перовськіт-титаномагнетитові і апатит-магнетитові родов. Балтійського щита (Африканда, Ковдорське) та Сибірської платформи (Гулінський масив). Скарнові родов. розвинені на Уралі (Високогірське, Гороблагодатське, Півн.-Піщанське та ін.) і в Зах. Сибіру (Таштагольське, Абаканське і ін.). Магнетитові родов. магнезіально-скарнової формації знаходяться переважно в областях розвитку древніх щитів і докембрійської складчастості. Такі родов. відомі в Кузнецькому Алатау (Тейське), в Гірській Шорії (Шерегешевське) і Якутії (Тайожне). Широко розвинені вулканогенні гідротермальні родов., парагенетично пов'язані з трапами Сибірської платформи (Ангаро-Ілімський залізорудний басейн, Ангаро-Катський, Середньоангарський, Кансько-Тасеєвський, Тунгуський, Бахтінський та Ілімпейський залізорудні райони). Найбільші родов. цієї групи — Коршунівське, Рудногірське, Нерюндінське і Тагарське. Рудні тіла — зони вкрапленості, жили і пластоподібні поклади. До вулканогенно-осадових родов. належать Терсинська група (Кузнецький Алатау) і Холзунське родов. (Гірський Алтай). Вохристі оолітові руди родовищ кір вивітрювання представлені в родов. Півн. Уралу (Єлізаветинське, Сєровське), Південного Уралу (Аккерманівське, Новокиївське, Новопетропавлівське і ін.), на Півн. Кавказі (Малкінське).
Осадові родовища сидеритові (в зоні окиснення буро-залізнякові) пластові відомі на західному схилі Південного Уралу; найбільші з них зосереджені в Бакальській групі родовищ. Гематитові геосинклінальні морські родов. відомі в Ангаро-Пітському залізорудному басейні. Платформні морські родов. мезозою-кайнозою є в Зах. Сибіру. Гідроґетитові бобово-оолітові озерно-болотні континентальні родов. представлені великим числом дрібних утворень юри на Сх.-Європейській платформі (Тульський, Липецький і інш. райони); руди характеризуються низьким вмістом заліза (30-40%).
Метаморфогенні родовища залізистих кварцитів, що залягають в докембрійських складчастих областях, зосереджені на Кольському п-ові (див. Кольський рудний район) і в Карелії (Оленегірське, Кіровогірське, Костомукшське і ін.), в басейні КМА (Михайлівське, Лебединське і ін.), на Південному Уралі (Тараташське, Зизано-Комаровські залізорудні родовища), в Туві (Мугурське), в Південній Якутії (Південно-Алданський залізорудний район), в районі БАМу (Чаро-Токкінська група родов.), на Далекому Сході (Малохінганська і Уссурійська групи родов.). Найбільші родов. цього типу залягають в первинно осадових і частково вулканогенно-осадових метаморфізованих породах. Залізисті кварцити містять 32-37% заліза, бідні фосфором і сіркою; руди складені в основному магнетитом, присутній гематит. Формації залізистих кварцитів найбільше представлені в КМА, де багаті руди кори вивітрювання містять Fe до 70% при невеликій кількотсі S і P.

### Марганець
Родов. марганцевих руд на тер. РФ численні, але невеликі, переважно карбонатного типу. Держбалансом враховано 14 родов., запаси яких складають розвідані запаси яких становлять бл. 150 млн т — 2,7% від світових (2002). Якість руд низька. Бл. 91% запасів належать до карбонатного типу з низьким вмістом Mn і важкою збагачуваністю. Найбільші родов. відомі на Уралі, в Сибіру і на Д. Сході. Найбільші з них на Уралі — Юркінське, Єкатеринінське, Березовське та інш. (карбонатні руди), Новоберезовське, Полуночне (оксидні руди). Руди Півн. Уральського бас. характеризуються сер. вмістом марганцю бл. 21%. На Півд. Уралі з вулканогенно-осадовою формацією Магнітогорського синклінорія пов'язані числ. дрібні родов. окиснених марганцевих руд. Найбільше в Сибіру — Усинське марганцеве родов. (Кемеровська обл.), яке містить 65% запасів марганцевих руд Р., руди в осн. карбонатні. Крім того є невеликі родов. марганцю на Єнісейському кряжі (Порожинське), Салаїрському кряжі, Ангарському хр., на зах. узбережжі оз. Байкал, в ряді районів Сибіру, Д. Сходу (група родов. Малого Хінгана), Ірнімійське родов. в Удсько-Шантарському районі, на Півн. Кавказі (Лабінське).
У Росії переважає карбонатний тип руд з середнім вмістом марганцю 20% (понад 90% російських запасів). Оксидні руди (при вмісті Mn 21%) становлять 4,7%, окиснені (27% Mn) — 4,5%, змішані (16% Mn) — соті частки процента.
Крім Тиньїнського (Свердловська обл.) і Громовського (Читинська обл.) родовищ, при оцінці підтверджених запасів враховані родовища, що підготовлюються до освоєння: Парнокське (Республіка Комі); Марсятськ, Івдельське, Березовське, Ново-Березовське, Південно-Березовское (Свердловська обл.); Усинське (Кемеровська обл.); Миколаївське (Іркутська обл.). Велика частина підтверджених запасів Росії (більше за 80%) зосереджена в Усинському родовищі в Кемеровської області. Пласти і лінзи карбонатних марганцевих руд протяжністю в декілька сотень метрів і потужністю 20-65 м приурочені до товщі нижньокембрійських карбонатних і глинисто-кременистих порід. Рудна зона простежується на глибину понад 500 м і тягнеться в північно-західному напрямі на 4-6 км. Сумарна потужність рудної пачки перевищує 150 м. З поверхні руди окислені на глибину від 30 до 75 м. Підтверджені запаси родовища становлять 79.69 млн т руд зі середнім вмістом марганцю 19,4%. На окиснені руди (до 27% марганцю) припадає усього близько 6% запасів. Карбонатні руди різноманітні, частина з них збагачена фосфором і залізом, вміст марганцю — від 12-14% до 20%. Родовище підготовлюється до освоєння кар'єрною виїмкою.
На Тиньїнському родовищі (Свердловська обл.) запаси категорій В+С1+С2 становлять 579.3 тис. т. Руди карбонатні (77.6%), окиснені (9%) і змішані (13.4%). Вміст марганцю, відповідно, 20,2%, 23,0%, 15,6%. Відпрацьовується верхній пласт, окиснені руди становлять 71% обсягу видобутку. Розробка здійснюється відкритим способом.
У межах Міжнародного району морського дна (МРМД) Росії виділена площа в Західному секторі північної приекваторіальної зони Тихого о. для вивчення і освоєння скупчень кобальт-марганцевих кірок (КМК). Площа включає Магелланові гори, підняття Маркус-Уейк і Уэйк-Неккер, а також північну частину підводного продовження Маршаллових о-вів і островів Лайн. Загальна кількість прогнозних ресурсів в цій зоні становить 1842 млн т сухих руд, що містить близько 380 млн т марганцю і 10 млн т кобальту.
На рудному полі Кларіон-Кліппертон (Тихий океан) в межах МРМД Міжнародним органом по морському дну за Росією закріплена ділянка дна 75 км² для розвідки і видобутку залізо-марганцевих конкрецій (ЗМК). У межах цієї ділянки запаси і прогнозні ресурси ЗМК категорій С2, Р1 і Р2 (в співвідношенні 3.1 : 2.1 : 94.8) оцінюються в 448.0 млн т сухих руд при середньому вмісті марганцю в руді 29,4%. Крім того, Росія є учасником міжнародної організації «Інтерокеанметалл» (Болгарія, Польща, Росія, Чехія, Словаччина), якій в тому ж рудному полі Кларіон-Кліппертон виділена ділянка з родовищами ЗМК. З урахуванням цього, сумарні прогнозні ресурси марганцю Росії в Тихому океані оцінюються в 156.15 млн т металу.

### Титанові руди
В РФ підрозділяють на дві групи — корінні і розсипні. Корінні родов. характеризуються невисоким вмістом діоксиду титану, значно менше, ніж на родов. Канади та Норвегії. Розсипи мають нижчі ніж їх світові аналоги концентрації ільменіту, рутилу, циркону, гірші геолого-економічні та гірничотехнічні (великий розкрив) умови. Добувають руди головним чином з древніх (похованих) прибережно-морських, а також алювіальних і алювіально-делювіальних розсипів ільменіту та інш. титановмісних мінералів неогену, палеогену, мезозою і палеозою. Вони поширені на Сх.-Європейській платформі, Уралі, в Зах. і Сх. Сибіру, в Забайкаллі. Перспективні метаморфогенні розсипи Башкирського антиклінорію, збагачені ільменітом і цирконом. Ярегське родов. (Комі) в нафтоносних пісковиках сер. девону містить гол. рудний мінерал лейкоксен. До магматичних належить Кусинська група родов. ільменіт-магнетитових та ільменіт-титаномагнетитових руд на Півд. Уралі (Копанське, Ведмедівське, Маткальське і інш.), приурочених до габрових масивів. До цього ж типу належать Пудожгірське (Карелія), Єлеть-Озеро (Кольський п-рів), Кручининське (Забайкалля), Лисанське і Малотагульське (Сх. Саяни) родовища. Метаморфічні родов. відомі в древніх кристалічних сланцях на Середньому (Кузнечихинське) і Південному (Шубінське) Уралі.
Основу мінерально-сировинної бази титану Росії складають розсипні родовища комплексних ільменіт-рутил-цирконових пісків (Центральне, Лукоянівське, Бешпагірське, Туганське, Тарське, Георгіївське), ільменітових пісків (Тулунське, Катенське, Миколаївське), лейкоксенових пісковиків (Ярезьке), ільменіт-титаномагнетитових пісків (розсипи басейну р. Ай на Уралі, Ручарзьке, Рейдовське, Халактирське, Озерновське), ільменіт-рутил-фосфатних пісків (Унечське). Корінними джерелами титанової сировини є родовища апатит-ільменітових руд (Гремяха-Вирмес, Великий Сеїм), титаномагнетит-ільменітових (Ведмедівське, Кручинінське, Харловське, Чинейське), титаномагнетитових (Пудожгірське, Підлисанське) і лопаритових руд (Ловозерське).

### Хром
З родов. хромових руд пром. значення має Саранівське родов. (Сер. Урал), приурочене до габро-перидотитового масиву. Рудні концентрації у вигляді субпаралельних жилоподібних тіл прослідковуються на відстань до 1 км при потужності 3-10 м. Вміст Cr2O3 34-39%; Al2O3 15-18%; MgO 16-18%; FeO 12-14%. На Уралі відоме також Ключевське родов., пов'язане з дуніт-гарцбургітовою субформацією. Найбагатші руди містять 13-18% Cr2O3. З аналогічними формаціями пов'язані родов. масиву Рай-Із (Полярний Урал) і Верблюжогірське родов. (Челябінська обл.). На Уралі відомі також розсипні родов., до яких належать валунні руди Сарановського і елювіальні розсипи Алапаєвського і Варшавського родовищ. Руди, як правило, бідні, потребують збагачення. Виявлена мінер.-сировинна база хромових руд представлена в осн. прогнозними ресурсами. Частка розвіданих (С1) і попередньо оцінених (С2) запасів не більше 10%.

### Ванадій
На Уралі широко розвинені г.п. габро-піроксеніт-дунітової формації, з якими пов'язані родов. ванадійвмісних титаномагнетитів (Качканарське і інш.). Є також невеликі родов. ванадію в зонах окиснення поліметалічних руд. На узбережжі Каспійського моря і Курильських островах виявлені прибережно-морські розсипи ванадійвмісних титаномагнетитових пісків. Підвищений вміст ванадію встановлений у вугільних і залізорудних родов., а також у високосірчистих нафтах у Волго-Уральській провінції.

### Алюміній
РФ має ресурси алюмінієвих руд — бокситів, нефелінів і інших видів алюмінієвої сировини. Родов. бокситів геосинклінального типу розвідані на Північному Уралі (Північно-Уральський бокситоносний район), Півд. Уралі, в Зах. Сибіру. Родов. бокситів платформного типу розташовані в Європ. частині РФ — Тихвінський (вміст Al2O3 35-49%) і Північноонезький (49 53%) бокситоносні райони, а також родов., пов'язані з руйнуванням кір вивітрювання на Сибірській платформі (Чадобецька, Приангарська і Татарська групи родов.). Латеритні (залишкові) родов. бокситів в нижньопалеозойських корах вивітрювання виявлені в Бєлгородському районі КМА (Вісловське родов.; 49-51%) і на Сер. Тимані (Вежаю-Вориквінське та інші; 36-55%). Освоєне виробництво глинозему і отримання алюмінію з нефелінових концентратів апатит-нефелінових руд Хібінських родовищ (Кольський рудний район), з нефелінових сієнітів (уртитів) Кія-Шалтирського родов. (Кузнецький Алатау). Перспективна сировина — синниріти (калій-алюмосилікатні породи Синнирського масиву) в Забайкаллі, кіанітові сланці Кейвського плато на Кольському п-ові, силіманітові сланці Бурятії (Кяхтінське родов.), алуніти Д. Сходу (Аскумське родов.) і інш.
У Росії відчувається гострий дефіцит алюмінієвої сировини, зумовлений відсутністю великих родовищ високоякісних бокситів і обґрунтованих перспектив їх виявлення. Найбільш високу якість мають діаспорові боксити Північно-Уральського бокситоносного району. Найперспективнішим джерелом цієї сировини є Середньотиманська група родовищ на північному заході республіки Комі, за 150 км від м. Ухта; підтверджені запаси їх — 200 млн т. За іншим даними, запаси до глибини 200 м тут становлять 264 млн т. Розвідані запаси Середнього Тимана сконцентровані на Вежаю-Вориквінському (150 млн т), Верхньощугірському (66 млн т) і Східному (48 млн т) родовищах. Ці родовища знаходяться в необжитому районі, відкриті в кінці шістдесятих років і детально розвідані в 80-х роках. Якість руд — середня.

### Вольфрам і молібден
За ресурсами вольфраму Росія разом з Казахстаном поділяє 2—3-тє місце у світі (після Китаю) — 18,2% (4 млн т). Вольфрамові і молібденові руди концентруються в осн. в скарнових контактово-метасоматичних, ґрейзенових, гідротермальних жильних і штокверкових родов. Бл. 60% розвіданих запасів припадає на скарнові родов. До них (2/3 запасів) належить Тирниаузьке родов. комплексних вольфрам-молібденових руд на Півн. Кавказі (Баксанська ущелина), приурочене до потужної зони розвитку скарнів і скарнованих мармурів. Вольфрамові родов. скарново-ґрейзеново-сульфідного типу відомі на Д. Сході (Восток-2, Лермонтовське). Ґрейзенові родов. — Орекитканське штокверкове молібденове і Спокойнінське вольфрамове (Забайкалля). Гідротермальні родов. молібдену і вольфраму відомі в Забайкаллі (молібденові Шахтамінське, Бугдаїнське, Жирекенське; вольфрамові Холтосонське, Інкурське), в Кузнецькому Алатау (Сорське молібденове), на Чукотці (Іультінське олов'яно-вольфрамове).
У Росії станом на 2000 р. розвідано понад 90 вольфрамових родовищ, причому на частку 50 корінних припадає понад 99% сумарних запасів промислових категорій, і лише менше 1% запасів укладено в розсипах. Понад 40% запасів вольфраму сконцентровано на Північному Кавказі, майже 30% — в Забайкаллі, 10% — в Приморському краї, 9% — в Якутії, інші — на Чукотці, Алтаї, Уралі. Близько 55% всіх розвіданих запасів укладено в родовищах скарнового геолого-промислового типу, 25% — в штокверкових), 14% — в жильних, 5% — в стратиформних родовищах. Незважаючи на досить високий ресурсний потенціал, в освоєнні мінерально-сировинної бази країни залишається ряд серйозних і поки не вирішених проблем. Це, насамперед, висока концентрація розвіданих запасів в родовищах, що розробляються, а також загалом нижчий, ніж за рубежем, вміст триоксиду вольфраму в рудах.
Росія володіє істотною частиною світових підтверджених запасів молібдену. Дані про запаси молібдену в РФ офіційно не оголошені. За даними західних джерел, економічні запаси Росії, відповідні частині підтверджених запасів, становлять 240 тис. т, а база запасів, або сума загальних запасів і частини умовно економічних ресурсів, — 360 тис. т. Російські спеціалісти вважають цю оцінку істотно заниженою.
На 1997 р. в країні було враховано 9 родовищ з балансовими запасами молібдену. З них сім, розташованих переважно в Східному Сибіру, належать до розряду середніх і великих. До 40% підтверджених запасів знаходиться в республіці Бурятія, переважно в штокверкових молібденових родовищах. У Читинській області — 28% запасів, основна їх частина сконцентрована в молібденпорфірових родовищах. Якість руд основних родовищ Росії низька. Середній вміст молібдену в рудах в 1.5-2.5 рази нижче середніх вмістів у основних зарубіжних молібденових родовищах. Більшість російських родовищ розташована в східних регіонах країни з недостатньо розвиненою інфраструктурою, на значному віддаленні від основних промислових центрів переробки молібденових концентратів, що різко збільшує собівартість кінцевих продуктів і істотно знижує їх конкурентоспроможність на світовому ринку. Однак на території країни, в Карелії, Мурманської, Свердловської, Челябінської областей і особливо на Далекому Сході, відома ще велика кількість недостатньо вивчених молібденоворудних об'єктів різного типу зі значними прогнозними і умовно економічними ресурсами.

### Мідь
За західними джерелами підтверджені запаси міді в РФ становлять 20 млн т, загальні — 30 млн т, значна частина розвіданих запасів нерентабельна для сучасної розробки. Водночас, сировинні ресурси Р. по міді не поступаються за своєю якістю закордонним. Осн. ресурси мідних руд на тер. РФ зосереджені в сульфідних мідно-нікелевих (65-70% видобутку), мідно-колчеданнових (30-35% видобутку) родов. і в родов. мідистих пісковиків. Великі родов. сульфідних мідно-нікелевих руд, пов'язані з трапами ниж. мезозою, розташовані в Норильському рудному районі (Норильське-1, Талнахське, Октябрьське і інш.). Родов. таких руд відомі також на Кольському п-ові, де вони асоціюють з інтрузіями докембрійського віку (Жданівське, Каула, Аллареченське, Ніттіс-Кумужья-Трав'яна і інш.). Родов. мідно-колчеданнових руд поширені на Уралі, вздовж його східного схилу (Красноуральська, Кіровоградська, Карабашська групи родов., Дегтярське, Учалінське, Сибайське, Гайське, Аралчинське та інш.). Вміст міді в рудах від часток процента до 20%. Колчеданні родов. Півн. Кавказу залягають в середньо-палеозойських осадово-вулканогенних утвореннях (Урупське, Худеське і інш.). Осадові родов. типу мідистих пісковиків залягають в товщі метаморфізованих теригенних г.п. ниж. протерозою (Удоканське в Читинській обл.). Вміст міді в рудах 0,2-4%. Значні запаси міді зосереджені в комплексних поліметалічних родовищ.

### Нікель і кобальт
За запасами нікелю РФ займає 1-ше місце у світі (33%). Росія має 6600 тис. т підтверджених запасів нікелю, частка у світі — 13,2%, загальні запаси — 7300 тис. т. Гол. джерелом нікелевих і кобальтових руд є магматичні родов., розташовані в Норильському рудному районі Красноярського краю і на Кольському п-ові. Вони укладені головним чином в разшарованих інтрузивах габро-долеритової формації мезозойського віку. Рудні тіла мають пластоподібну, лінзовидну або жильну форму при потужності до 50 м і протяжність до декількох кілометрів. Сульфідні руди цих родов. є комплексними: вони містять мідь, кобальт, нікель, платину. Екзогенні родов. силікатних нікель-кобальтових руд відомі на Уралі (Сєровське, Черемшанське, Синарське, Ліповське, Буруктальське і інш.). У Туві розвідане комплексне Хову-Аксинське родов. арсен-нікель-кобальтових руд. Загалом в Р. 85% запасів нікелю пов'язано з сульфідними мідно-нікелевими родов. (Норильськ, Печенга), і 15% — з силікатними (Урал).

### Олово
За розвіданими запасами олова РФ. займає одне з провідних місць у світі. За ресурсами олова Росія займає 6-те місце серед країн світу (після Бразилії, Китаю, Індонезії, Малайзії і Таїланду) — 7,6% світових ресурсів (3,6 млн т). Основу мінерально-сировинної бази олова в Росії складають мезозойські корінні родовища жильних і штокверкових руд (понад 86% розвіданих запасів металу); запаси розсипних родовищ складають менше 14%. Майже 95% всіх російських запасів розвіданих родовищ зосереджено в Далекосхідному регіоні, в тому числі 41% — в Якутії, по 20% — в Хабаровському краї і Магаданській області, 13% — в Приморському краї. Провідне промислове значення мають корінні родовища каситерит-силікатного (турмалінового і хлоритового) геолого-промислового типу, розташовані в Якутії. Таким чином, основні оловорудні родовища пов'язані з Тихоокеанським рудним поясом та зонами мезозойської активізації в Сх. Забайкаллі. Родов. представлені в осн. каситерит-сульфідними і каситерит-кварцовими рудами. Найбільші родов. олова відомі в Якутії (Депутатське, Еге-Хайське, Алис-Хайське, Ілін-Таське, Бургочанське, Кестерське), на Чукотці (Іультинське, Валькумейське, Пиркакайський оловорудний вузол), в Хабаровському краї (Сонячне, Фестивальне, Перевальне і інш. родов. Комсомольського рудного району), в Приморському краї (Хрустальне, Верхнє, Арсеньєвське, Левіцьке, Дубровське), в Забайкаллі (Хапчерангінське, Шерловогорське, Етикінське і інш.), в Карелії (Кітельське). Оловоносні розсипи є в Якутії та в Магаданській обл.
Руди олова в Росії малоякісні — вміст металу в російських рудах низький — головним чином 0,4-0,6%, тоді як в рудах Бразилії, Болівії, Китаю — (1-1,5)%.

### Поліметали
У Росії загальні запаси цинку становлять 22,7 млн т, підтверджені 17,2 млн т (1999). Приблизно 82% запасів знаходиться в родовищах Східно-Сибірського і Уральського регіонів, інших 18% — в межах Західно-Сибірського, Далекосхідного і Північно-Кавказького регіонів. Найбільш великі родовища цинку в Росії: Холоднинське, Озерне, Корбаліхінське, Гайське, Узельгинське, Учалинське та Миколаївське.
Свинцево-цинкові руди Р. зосереджені головним чином в родов. колчеданного і стратиформного типів, значно менше — в метасоматичних, скарнових і жильних. Числ. полеозойські поліметалічні родов. Рудного Алтаю належать до колчеданного типу (Корбаліхінське, Степове, Середнє, Золотушинське і інш.). Свинцево-цинково-мідне зруденіння цих родов. приурочене в осн. до середньо-девонських метаморфічних вулканогенно-осадових порід. Руди містять цинку більше, ніж свинцю, а свинцю більше, ніж міді. Палеозойські колчеданні поліметалічні родов. є в Півн. Забайкаллі (Озерне, Холоднінське). Невеликі колчеданні родов. є в Алтає-Саянській складчастій області (Салаїрська і Урська групи родов., Кизил-Таштигське родов.). До стратиформних родов. відносять Горевське метасоматичне (Єнісейський кряж, Pb: Zn = 1:0,2). До цього ж типу належить родов. Сардана на р. Алдан, що залягає в доломіті верх. венду (Pb: Zn = 1:4). До метасоматичних відносять родов. ниж. кембію в карбонатних породах Сх. Забайкалля (Благодатське і інш.). Родов. скарнового типу відомі в Сіхоте-Алінській складчастій області і в Півд. Примор'ї. Мезозойськими є жильні поліметалічні родов. на Півн. Кавказі (Садонське, Згідське, Архонське, Ельбруське і інш.), у Сх. Забайкаллі (родов. Нерчинської групи). Жильні родов. післямезозойського віку виявлені в Півд. і Зах. Верхояньї, в Яно-Чукотському районі і на п-ові Камчатка. Більшість свинцево-цинкових родов. характеризується комплексним складом руд: поряд зі свинцем і цинком містять мідь, олово, благородні метали, рідкісні метали і елементи, а також сірчаний колчедан, іноді барит і флюорит. За вмістом цинку та свинцю руди Р. поступаються закордонним (крім Горевського родов., вміст цинку 6%). Вміст свинцю і цинку в рудах Р. відповідно 1-1,3 та 3,9-4,7%, тоді як у рудах Австралії, США, Бразилії вміст свинцю в рудах 5-7,8%, Канади — 3,6-4,5%, а вміст цинку від 3,6 до 15,3%.

### Уран
РФ займає 7-ме місце у світі за загальними розвіданими запасами уранової сировини (на 2000 р запаси урану 177 тис. т, частка у світі 5,3%). Держбалансом РФ на 2002 р. враховані запаси 54 уранових родовищ. З них тільки 16 віднесені до балансових з загальною оцінкою 180 тис. т. Основна частина цих запасів зосереджена в 15 родов. Стрельцовського рудного району в Забайкаллі і придатна для підземного видобутку. Запасів цих родовищ при досягнутому рівні видобутку вистачить на 15-20 років. На ще одному врахованому держбалансом РФ Далматівському родовищі урану, придатному для розробки методом свердловинного вилуговування, балансові запаси дуже обмежені і дозволяють протягом 20 р. виробляти 500 тис. т урану на рік.

### Золото
На початок XXI ст. за запасами золота РФ поділяє разом з Канадою 4-те (після ПАР, США і Австралії) місце у світі. Гірничим бюро і Геологічною службою США запаси золота оцінені: в ПАР — в 38 тис. т, США — в 6 тис. т, Австралії — в 4.7 тис. т, Канаді і Росії — по 3.5 тис. т. Прогнозні ресурси Росії — понад 25 тис. т золота — другі у світі за величиною (після ПАР, 60 тис. т, у світі — 110–180 тис. т).
Росія має в своєму розпорядженні п'ять великих (>300 т) родовищ Au. В РФ розвідано понад 200 корінних і 114 комплексних родов. золота (2000). Основна частина балансових запасів золота в РФ (73,6%) зосереджена у Східно-Сибірському (Бодайбінське родовище золота) та Далекосхідному регіонах (зокрема, Бамське золоторудне родовище). Бл. 80% загальних запасів металу знаходиться в рудних родовищах, а 20% — в розсипних. У РФ є родов. руд золота різних генетичних типів. Скарнові відомі в Сибіру (Ольховське). Рудні тіла представлені лінзами і жилами, ускладненими апофізами. Найпоширеніші гідротермальні родов., серед яких виділяються різні золото-кварцові формації. До золото-кварц-сульфідної формації належать родов.: Березовське (Урал), Дарасунське (Забайкалля). Перспективні вулканогенні гідротермальні родов. в архейських офіолітових породах в межах платформ і в молодих геосинклінальних андезит-ліпаритових комплексах (область Тихоокеанського рудного пояса). Родов. золото-кварц-халцедон-сульфідної формації (Балейське, Тасеєвське в Забайкаллі) представлені штокверками, лінійними жильними зонами і окр. жилами з ореолами вкраплень руди. Тут золоті руди утворюють рудні стовпи. До золото-срібло-кварц-адулярової формації належить Карамкенське родов. (Охотсько-Чукотський вулканічний пояс). У Сибіру широко розвинені метаморфічні чорні вуглецеві сланці докембрію з пром. родов. золотих руд. У Магаданській обл., Респ. Саха, Сх. Сибіру, Забайкаллі виявлені і розвідані золоті розсипи, серед яких найбільше значення мають алювіальні.

### Срібло
За російськими джерелами Росія займає 1-ше місце у світі за запасами срібла. Основні з них (73%) зосереджені в комплексних рудах родовищ кольорових металів і золота. Власне срібні родовища укладають 27% запасів. Серед комплексних родовищ найбільшою кількістю срібла (23.2% всіх його запасів) відрізняються мідноколчеданні (Гайське, Узельське, Подольське на Уралі, в рудах яких вміст срібла коливаються від 4-5 до 10-30 г/т. У свинцево-цинкових родовищах Горевське, Озерне, Холоднинське у Східно-Сибірському економічному районі, Миколаївське, Смирновське та ін. Примор'ї укладено 15,8% запасів срібла з середнім вмістом його в рудах 43 г/т. По 9.0-9.5% запасів укладено в родовищах поліметалічних руд Новоширокинське, Покровське, Воздвиженське в Читинській області, Рубцовське, Корбаліхинське в Алтайському краї і інш., сульфідних мідно-нікелевих родовищах Октябрьське, Талнахське і родовищах мідистих пісковиків Удоканське. Вміст срібла в цій групі родовищ коливається від 4.5 до 20 г/т. До власне срібних належать16 родовищ, в рудах яких середній вміст срібла перевищує 400 г/т. Основні запаси власне срібних руд (близько 98%) знаходяться в Охотсько-Чукотському і Східно-Сіхоте-Алінському вулканічних поясах. Усі пром. родов. срібних руд є постмагматичними і належать до вулканогенно-гідротермальних утворень. Родов. срібно-золотої формації — Хаканджинськ в Охотсько-Чукотському вулканіч. поясі, срібно-свинцевої формації — Мангазейська група срібно-поліметалічних родов. Якутії.

### Платиноїди
На Росію, виходячи з оцінки Геологічної Служби США, припадає 10,7% світових запасів МПГ і 8,1% платини. За прогнозними ресурсами МПГ Росії займає 3-тє місце у світі — 6-10 тис. т (після ПАР — 15-25 тис. т, і США — 9-10 тис. т; у світі разом — 40-60 тис. т). Родов. металів платинової групи (МПГ) представлені пізньомагматичними корінними і розсипними типами. В платиновий пояс Уралу входить пізньомагматичне Нижньотагільське родовище. Відомі елювіальні, делювіальні і алювіальні розсипи платиноїдів. Серед них гол. пром. значення мають пізньочетвертинні алювіальні розсипи Уралу (в осн. відпрацьовані). Платину і метали платинової групи вилучають попутно також з сульфідних мідно-нікелевих руд магматичних родовищ. У 2002 р. відкриті нові перспективні рудопрояви МПГ в Мурманській обл.

### Стибій
За ресурсами стибію (8% світових) Росія займає 3-тє місце серед країн світу (після Китаю і Таджикистану). За запасами стибію РФ випереджає всі країни СНД. Вміст стибію у золото-стибієвих рудах високий — до 18-20% (в інших країнах від 1-1,5 до 5-10%). Стибій локалізується головним чином в гідротермальних родов. жильного типу на Єнісейському кряжі (Раздольнинське і Удерейське), в Якутії (Сарилах, Сентачанське).

### Ртуть
Гідротермальні родов. ртутних руд поширені на Півн. Кавказі (Перевальне, Сахалінське, Білокам'яне і інш.), в Кузнецькому Алатау (Білоосипівське), в Гірському Алтаї (Чаган-Узунське, Акташське), в Туві (Чазадирське, Терліг-Хаїнське), на Чукотці (Зах.-Палянське і Пламенноє), на Корякському нагір'ї (Тамватнейське, Олюторське, Ляпганайське і інш.), на п-ові Камчатка (Чемпурінське і інш.), на о. Сахалін (Свєтловське).

### Руди рідкісних металів і елементів
В РФ є на Кольському п-ові, в передгір'ях Кавказу, на Уралі, в Сибіру і на Д. Сході, відомі родов., рудопрояви і зони мінералізації різних генетич. типів. Високі вмісти танталу відмічені в танталоносних пегматитах Сх. Сибіру. Берилій є в рідкіснометалічних пегматитах і полевошпатових метасоматитах, скарнах і інш. мінер. формаціях. За даними різних джерел, прогнозні ресурси берилію в Росії складають біля третини світових (тобто бл. 650 тис. т), більша їх частина сконцентрована у Сх. Сибіру (Бурятія, Хабаровський край). Підвищені концентрації ґерманію зустрічаються в зал. рудах і вугіллі. Росія займає серед країн світу 2-ге місце за прогнозними ресурсами ніобію (після Бразилії). Росія має унікальне Томторське родовище на яке припадає бл. 58% загальних запасів пентоксиду ніобію у світі.

### Гірничохімічна сировина
РФ представлена родов. бариту, фосфатними рудами, калійними, калій-магнієвими і кам'яними солями, сульфатом натрію і природною содою, самородною сіркою, борними рудами і інш.
Стратиформні баритові та баритвмісні поліметалічні родов. є на Полярному Уралі, в Зах. Сибіру, в Хакасії. Пром. родов. борної сировини представлені ендогенними та екзогенними типами — наприклад, родов. в Примор'ї. Найбільше в Росії власне баритове родовище — Хойлінське на Полярному Уралі, за 95 км на південь від м. Воркута. Загальні запаси родовища на 2000 р досягають 9.2 млн т. Вміст BaSO4 в руді — 85,44%. Баритові рудні тіла родовища являють собою пластові поклади і лінзи, локалізовані в середньо- і верхньодевонських флішоїдних теригенно-карбонатно-кременистих товщах. Основні запаси Хойлінського родовища сконцентровані в трьох рудних тілах: Західному (середньою потужністю 3.5 м), Центральному (6.4 м) і Східному (15 м). Руди легкозбагачувані. Родовище може розроблятися відкритим способом практично без розкриву.
РФ багата на калійні солі. Основні родов. безсульфатного (хлоридного) типу. Приблизно 95% підтверджених запасів калійних солей припадає на одне родовище — Верхньокамський соленосний басейн в Пермському краї. Головні калійні мінерали — сильвін і карналіт. Калійні солі відпрацьовуються на глибинах 250–350 м шахтним способом. Середній вміст K2O в рудах істотно нижче, ніж в канадських родовищах, близько 17%. Відомі також родов., приурочені до соляно-купольних структур (наприклад, Ельтонське). Перспективним є Непсько-Гаженський калієносний бас. в Іркутській обл.
Осадові родов. кам'яної солі пластові і лінзові (Усольське, Зімінське у Сх. Сибіру). З озерних родов. найбільші — Ельтонське, Баскунчак в Прикаспії, Кучукське озеро, Кулундінське, Ебейти і інш. озера в Зах. Сибіру.
Джерелами сірки є корінні родов. самородної сірки (Середньоволзький сірконосний бас.), сірководневі гази (Оренбурзьке і Астраханське родов.), сірчисті нафти, сірчаний колчедан (пірити) і поліметалічні руди. Крім того, сірка присутня у вулканогенних родов. Д. Сходу: на Камчатці (Малетойваямське) і Курилах (Нове).
РФ багата на флюорити. Росія займає 5-те місце у світі (після Китаю, Мексики, ПАР і Монголії) за загальними запасами флюориту (5,6%) і 4-те місце за підтвердженими запасами. У Росії близько 40% запасів плавикового шпату зосереджено в родовищах рідкіснометалічно-флюоритового типу Вознесенське і Прикордонне в Приморському краї, які забезпечують близько 80% виробництва флюоритового концентрату. Руди містять 20-70% флюориту, але відрізняються складним мінеральним складом. Важливе промислове значення мають жильні кварц-кальцит-флюоритові родовища Забайкалля: Калангуйське, Солонечне, Усуглінське, Абагатуйське, Наранське та інш. Практично всі пром. родов. гідротермального типу. Великі флюоритові родов. часто пов'язані з карбонатними г.п. (Вознесенський район Примор'я). У Зах. Сибіру виявлені Каягінське, Бусичанське і інш. родов. флюориту.
Фосфатні руди РФ представлені апатитами і фосфоритами. Запаси P2O5 в Росії — 4,6% від світових. В країні знаходиться майже дві третини світових ресурсів апатитових руд. Найзначніші ресурси високоякісних апатитів розвідані в Мурманській обл. (Хібінська група родов. комплексних апатит-нефелінових руд). Вміст P2O5 в рудах 7,5-19%. На Кольському п-ові розробляється Ковдорське родов. апатитвмісного залізняка. Родов. апатитових і апатитвмісних комплексних руд є також на Уралі (Волковське), в Красноярському краї (Маймеча-Котуйська апатитоносна провінція), в Іркутській обл. (Білозімінське), в Бурятії (Ошурковське), в Читинській обл. (Кручининське), Якутії (Селігдарське). Одне з найбільших в РФ — В'ятсько-Камське родов. фосфоритів платформного типу. Суттєві запаси мають Кінгісеппське родов. ракушнякових фосфоритів (Ленінградська обл.), Єгор'євське (Московська обл.) і Полпінське (Брянська обл.) родов.

### Нерудна індустріальна сировина
Надра РФ багаті різноманітними видами цієї сировини (азбест, графіт, слюда і інш.). Родов. азбесту представлені різними генетичними і мінералогічними типами, але найбільше пром. значення мають родов. хризотил-азбесту. До числа найбільш значить. родов. належать Баженовське і Красноуральске на Сер. Уралі, Кіємбайське на Півд. Уралі, Актовракське, Саянське та Ільчирське в Саянах і Молодіжне в Забайкаллі.
Родов. графіту відомі на Уралі, у Сх. Сибіру і на Д. Сході. Переважаюча частина родов. належить до метаморфічного і метаморфогенного типу (Тайгінське і інш. на Уралі, Ногінське, Курейське, Союзне і інш. в Сх. Сибіру і на Д. Сході). Ботогольське родовище в Східних Саянах, приурочене до масиву нефелінових сієнітів і є магматичним. Найбільшими родов. з кристалічними рудами є Тайгінське на Уралі, Безіменне в Іркутській обл., а з аморфними — Курейське і Ногінське в Красноярському краї.
З великого числа різновидів слюди в РФ осн. пром. значення мають мусковіт, флогопіт і вермікуліт. Всі пром. родов. мусковіту генетично пов'язані з гранітними пегматитами. Родов. флогопіту постмагматичні або гідротермальні. Родов. вермікуліту є залишковими, що утворилися в корі вивітрювання магматичних порід, багатих залізомагнезіальними слюдами. Пром. значення мають родов. Мамсько-Чуйського і Кольсько-Карельського слюдоносного району, представлені мусковітоносними пегматитовими жилами. Найбільші родов. флогопіту і вермікуліту розташовані на Кольському п-ові (Ковдорське родов.), в Якутії (Алданська група родов.), Іркутській обл. (родов. Слюдянське) і на півночі Красноярського краю (Гулінське). Крім того, родов. вермікуліту є на Уралі (Потанінське) і в Якутії (Інаглінське).
Запаси магнезиту в РФ зосереджені на Уралі і у Сх. Сибіру. Найбільше пром. значення мають апокарбонатні родов. кристалічного магнезиту, пов'язані з протерозойськими відкладами Уралу (Саткінська гр. родов.), Єнісейського кряжу (Удерейська гр., Верхотурівське родов.) і Присаянья (Савинське родов., Онотська група). Гол. пром. значення має Саткінська група родов. з високим вмістом магнію (до 46%).
Родов. тальку в РФ є на Уралі, в Зах. і Сх. Сибіру: талькіти (вміст тальку бл. 70%) і талькові камені (35-70%). Серед них виділяються родов. гіпербазитового і карбонатного типів. Родов. першого типу характеризуються відносно невисокою якістю сировини через великі домішки заліза (Урал, родов. талькового каменя Шабровське і Сиростанське, родов. тальку Ведмедевське). Родов., пов'язані з метасоматозом карбонатних порід і якісною сировиною — родов. тальку Алгуйське і Світлий Ключ в Зах. Сибіру, Кіргітейське і Онотське в Сх. Сибіру.
Родов. каоліну — Киштимське і Єлєнінське на Півд. Уралі, Гусевське в Приморському краї, Чалганське в Амурській обл. Крім того, є родов. порцелянового каменя, вогнетривких глин, кварцових пісків, карбонатних порід (крейди, вапняків, доломіту і інш.), гіпсу і ангідриту, перліту, бішофіту і інш.

### Дорогоцінні і виробні камені
У РФ виявлені і розвідані родов. дорогоцінних і виробних каменів, в осн. ендогенного походження. Велика група родов. пов'язана з гранітними (берил, топаз, турмалін, моріон і інш.) і десиліцизованими пегматитами (смарагд, александрит, фенакіт, сапфір і рубін), а також з ґрейзенами (топаз, берил) і гідротермальними жилами (гірський кришталь, аметист, цитрин і інш.), з древніми корами вивітрювання (благородні опал, хризопраз, бірюза, малахіт). Родовища яшми є на Уралі (г. Полковник) і на Алтаї, лазуриту в Забайкаллі, нефриту в Сх. Саянах, чароїту в Читинській обл., родоніту і малахіту на Уралі, ювелірно-виробного агату (Півн. Тиман), багаті розсипи сердоліку і інш. різновидів кольорового халцедону (Бурятія, Приамур'я), аметистових щіток (район Білого моря). Розвідані числ. родов. мармуру і мармурових брекчій на Уралі, Алтаї, Кібік-Кордонське родовище в Хакасії та в інших районах РФ, офікальциту, зеленого лиственіту, серпентиніту на Уралі і в Башкирії, виробного гіпсу, селеніту і ангідриту на Уралі і в Архангельській обл., родоніту на Уралі.

### Алмази
В Росії перший алмаз було знайдено в 1829 році в Пермській губернії (копальня Хрестовоздвиженська). В Сибіру перший алмаз було знайдено в 1897 році (Єнісейськ). Розмір його становив 2/З карата. Наступний алмаз було виявлено в Сибіру в 1948 році. Родов. алмазів представлені ендогенними (корінними) і екзогенними (розсипними) типами. Найбільше пром. значення мають ендогенні родов. (в осн. в Якутській алмазоносній пров. і Уральському алмазоносному районі). Ендогенні родов. Сибірської платформи представлені вкрапленими рудами — кімберлітами. Широко поширені алювіальні розсипи (головні джерела видобутку алмазів в розсипах), відомі на Уралі і в Якутії. Одне з найбільших у світі родовище технічних алмазів — ударно-метаморфічне Попігайське. 
У 2016 р. повідомлено про нові розвідані родовища алмазів у Республіці Саха (Якутія).

### Нерудні будівельні матеріали
Нерудні будівельні матеріали представлені родов. піщано-гравійних м-лів (буд. піски, гравій, піщано-гравійна суміш), буд. каменями, облицювальними матеріалами — загалом бл. 100 найменувань мінеральної сировини (2000 р). Промислові родов. пов'язані з відкладами алювіального, морського, льодовикового, еолового (піски) генезису. Держбалансом враховано бл. 8500 родов., 80% з яких припадає на родов. цегельно-черепичної, керамзитової сировини, сировини для вапна, буд. сировини. Найбільші родовища — Сичевське, що експлуатується в Московській (запаси 162,9 млн м3), Кірсінське в Кіровській (124,8 млн м3) і Вяземське в Смоленській (104,5 млн м³) областях. Більшість родов. піщано-гравійного м-лу приурочена до алювіальних відкладів. Родов. будівельних каменів розташовані на Сх.-Європейській платформі (Балтійський щит), Сибірській платформі (Алданський щит), а також в осадових і вулканогенних породах чохла платформ (карбонатні породи і трапи). Як облицювальні матеріали використовуються граніти, ґранодіорити, сієніти, лабрадорити, ґнейсо-граніти, базальти, андезити, вулканічні туфи і інш.). Надра РФ містять великі запаси цементної сировини.

### Геотермальні ресурси
Родовища термальних вод приурочені до ряду пластових і тріщинних водонапірних систем. Найбільше практичне значення з них мають пластові водонапірні родовища в мезозойсько-кайнозойських теригенно-карбонатних відкладах (Скіфська, Зах.-Сибірська платформні області і артезіанські басейни о. Сахалін) і тріщинні системи (Байкальський рифт, райони сучасного вулканізму). Термальні води цих районів розкриті свердловинами на глиб. 1000-3500 м. Температура цих вод 35-120 оС, а в районах вулканізму 150–250 °C і більше. Мінералізація вод від 1 до 35 г/л, на окр. площах до 100 г/л і більше. Прогнозні ресурси тепла в пластових водонапірних системах в умовах самовиливу бл.44 млн. ГДж/рік, при насосній експлуатації бл.963 млн. ГДж/рік, в умовах підтримки пластового тиску (шляхом закачування використаних термальних вод) бл. 3.4 млрд. ГДж/рік. Запаси тепла тріщинних водонапірних систем (при т-рі до 100 °C) 54,5 ГДж/рік.